# Nationales Mikalojus-Konstantinas-Čiurlionis-Kunstmuseum

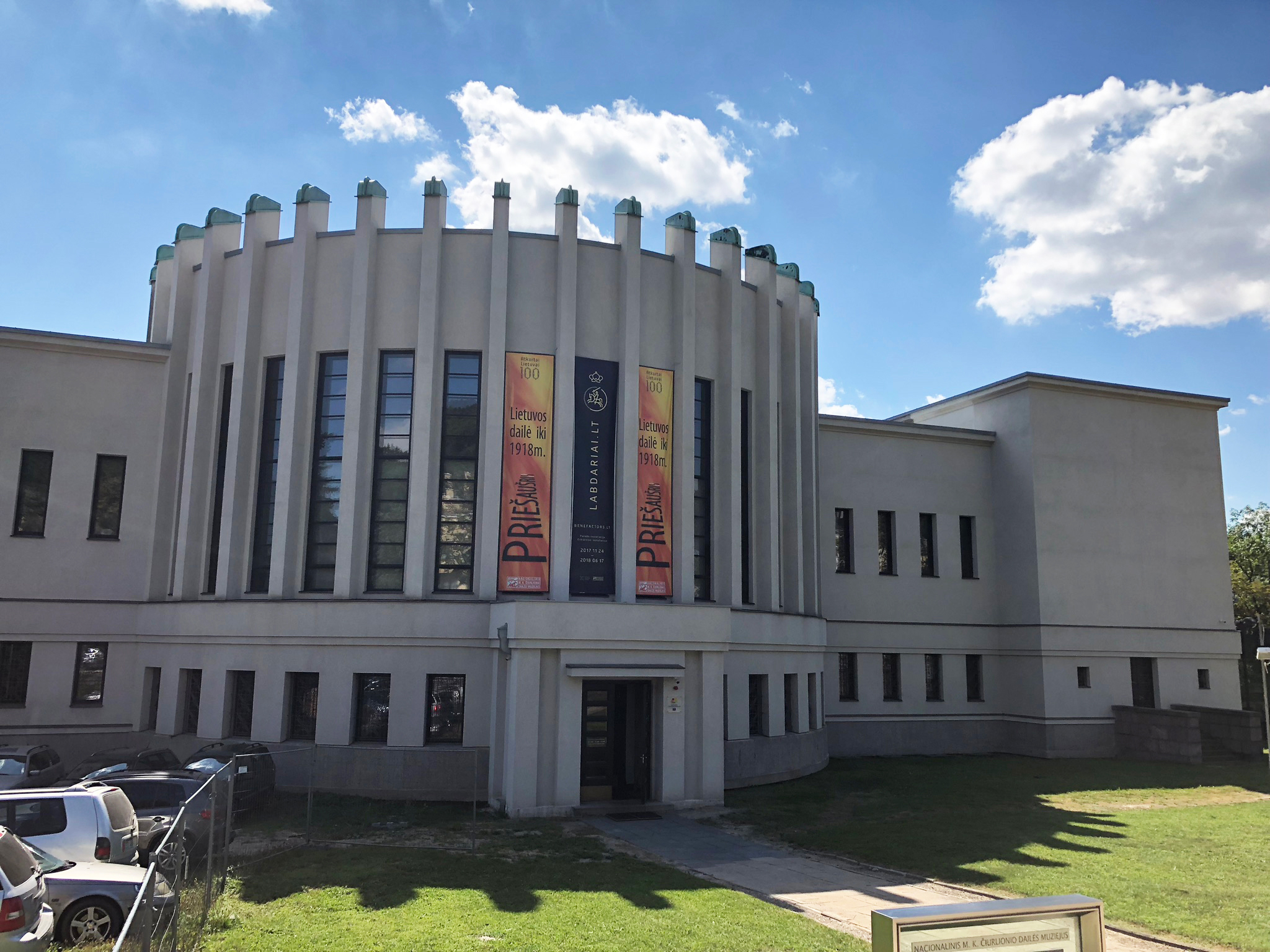
Kunstgalerie

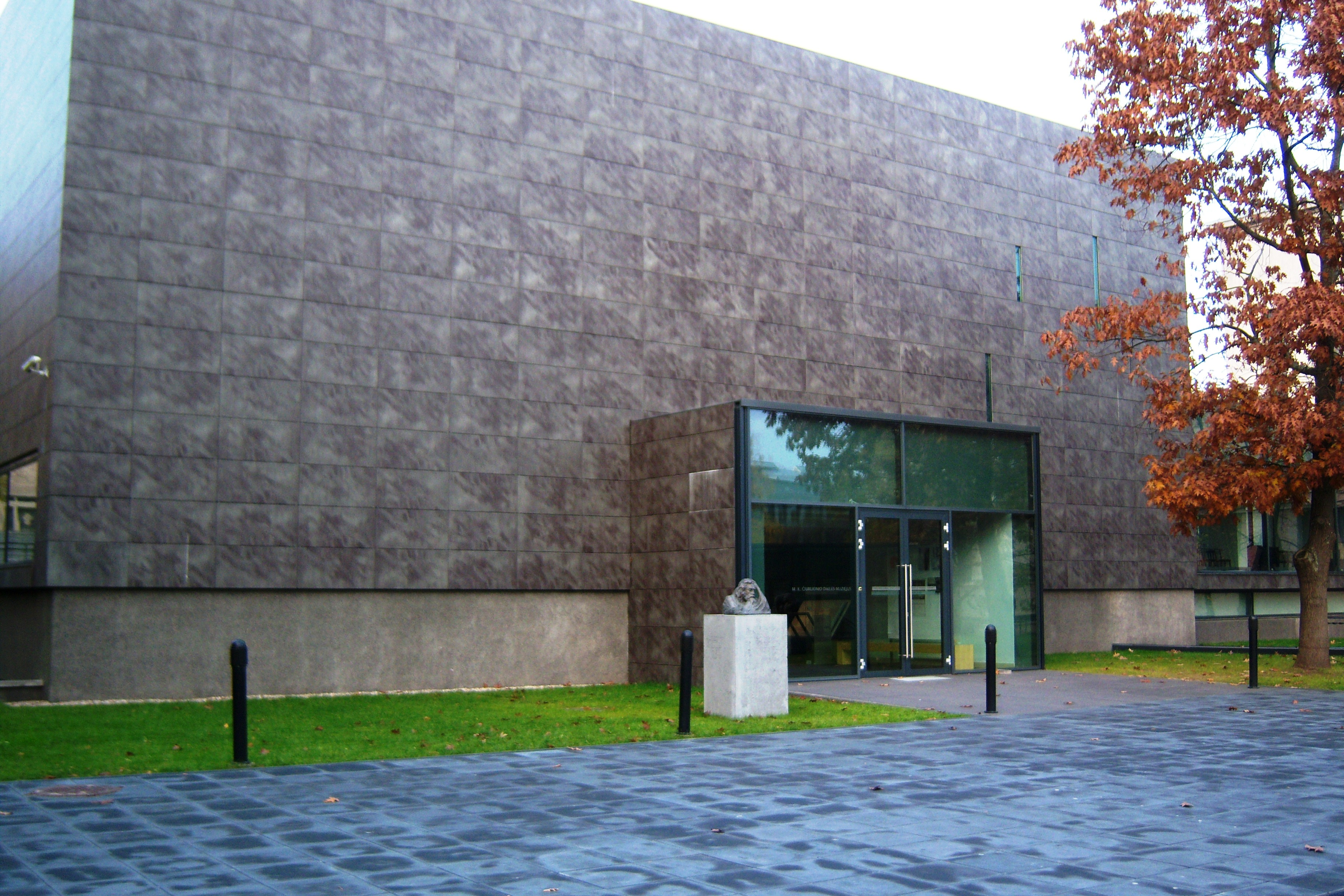
Neue Galerie

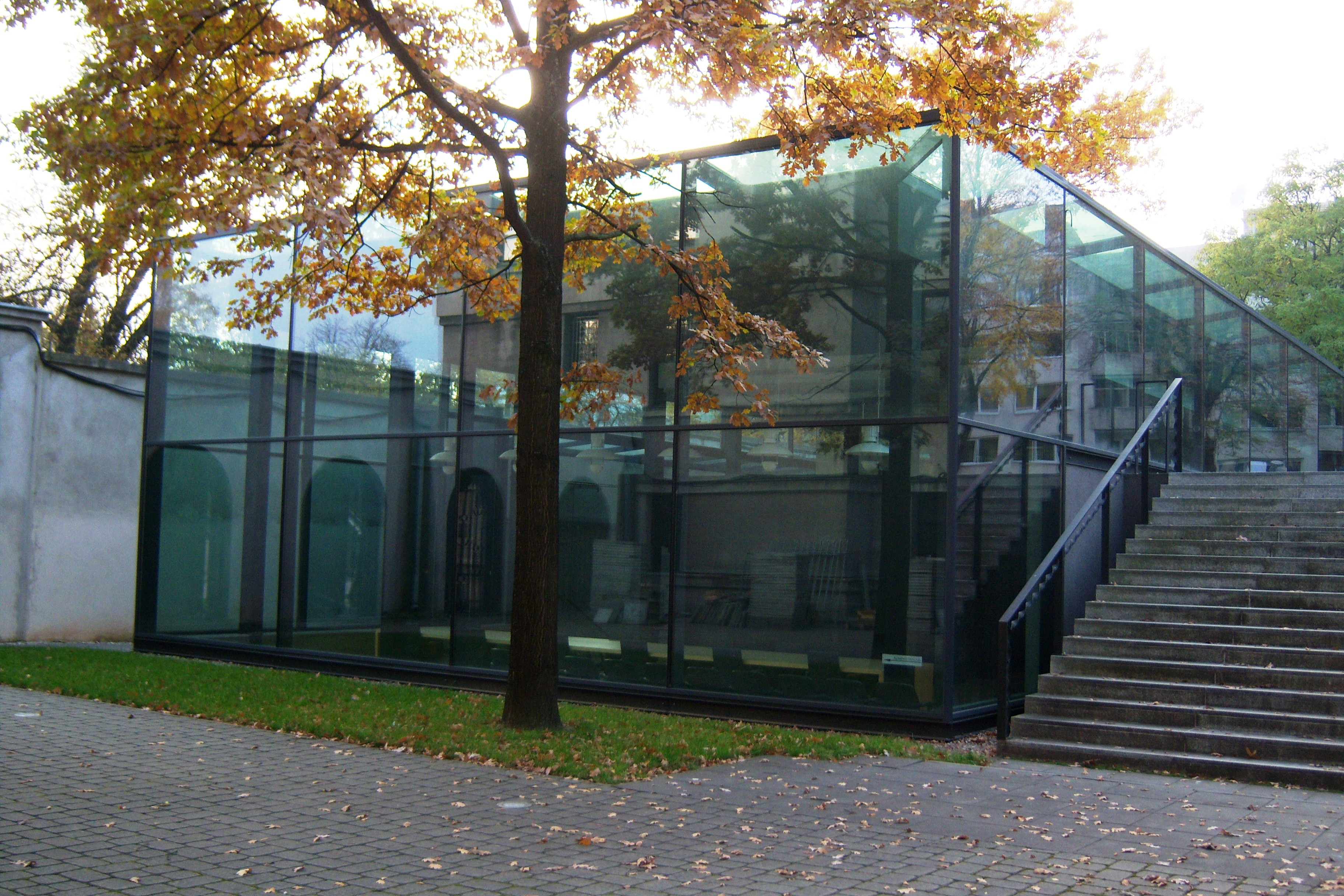
Verwaltungs- und Saalgebäude

Nationales Mikalojus-Konstantinas-Čiurlionis-Kunstmuseum (lit. Nacionalinis Mikalojaus Konstantino Čiurlionio dailės muziejus, NČDM) ist das älteste Kunstmuseum in Litauen, gegründet 1921 in Kaunas. Es untersteht dem Kultusministerium Litauens. Benannt ist das Museum nach dem Komponisten und Maler Mikalojus Konstantinas Čiurlionis. Hier kann man nicht nur die Gemälde des Künstlers betrachten, sondern in einem extra dafür eingerichteten Raum auch seine Musik hören. Seit 2022 präsentiert das Museum außerdem eine Großinstallation des südafrikanischen Künstlers William Kentridge.

## Geschichte
Das Museum wurde im Dezember 1921 eröffnet. 1925 wurde vorzeitige Čiurlionis-Galerie bei Ąžuolų kalnas errichtet (ex Kunstschule Kaunas). Ohne Bilder von M. K. Čiurlionis gab es moderne und historische Bilder sowie Volkskunst-Werke.
Im Jahr 1936 erfolgte die Umbenennung in Vytautas-Kulturmuseum (Vytauto Didžiojo Kultūros Muziejus), was die nationale Ausrichtung der Institution in der Zwischenkriegszeit widerspiegelte. Zu dieser Zeit war Kaunas die provisorische Hauptstadt Litauens.
Nach dem Zweiten Weltkrieg und der sowjetischen Besetzung Litauens erhielt das Museum 1944 seinen heutigen Namen, um die Bedeutung von Čiurlionis für die nationale Identität zu betonen. Während der sowjetischen Periode blieb das Museum ein zentrales kulturelles Zentrum, das neben dem Werk von Čiurlionis auch litauische Volkskunst und internationale Kunst präsentierte. Es organisierte Ausstellungen, Konzerte, Vorträge und wissenschaftliche Konferenzen und bot Bildungsprogramme an.
1969 wurde das Museumsgebäude erweitert. Die Architektur ist ein Beispiel für Art déco und frühen Funktionalismus und steht heute unter Denkmalschutz. Nach der Wiedererlangung der litauischen Unabhängigkeit 1990 wurde das Museum modernisiert und renoviert, um den Anforderungen eines modernen Museumsbetriebs zu entsprechen. In den 2000er Jahren wurden die Präsentation der Werke von Čiurlionis weiter ausgebaut und internationale Kooperationen intensiviert.
Seit 2018 befindet sich im Museum auch ein in der Laisvės alėja gefundener Schatz, insgesamt  749 altertümliche Münzen. Der Wert beträgt etwa 40.650 Euro. Die mittelalterlichen Münzen (manche gefertigt in den Jahren 1567, 1569, 1570) wurden dem Museum vom Straßenbau-Unternehmen Kauno tiltai übergeben.
Das Museum bewahrt nahezu den gesamten Nachlass von Mikalojus Konstantinas Čiurlionis und ist ein bedeutendes Symbol für die litauische Kultur und Identität. Es wurde 2023 in die UNESCO-Welterbeliste aufgenommen.

## Direktoren
- 1924–1950: Paulius Galaunė
- 1951–1988: Petras Stauskas
- Seit 1992: Osvaldas Daugelis